# Škofja Riža
Škofja Riža – wieś w Słowenii, w gminie Trbovlje. W 2018 roku liczyła 113 mieszkańców.